# TECFA
L’unité de Technologies de formation et apprentissage (TECFA) de l’Université de Genève est une unité de recherche active dans le domaine des technologies éducatives. Elle appartient à la faculté de psychologie et des sciences de l’éducation (FPSE) et est actuellement dirigée par la Professeure Mireille Bétrancourt.
TECFA a été fondé en octobre 1989 par Patrick Mendelsohn et Daniel Schneider, soutenus par le Doyen de la FPSE de l'époque, Edouard Bayer. L’unité a été à l’origine d’un des tout premiers sites Web de Suisse, mis en ligne en 1992, et du premier diplôme  dispensé entièrement sur internet par l'Université de Genève,.

## Formations
L’unité TECFA propose un Master of Science in Learning and Teaching Technologies (MALTT), ainsi que des cours de bachelor et des formations continues.

### MALTT
Le Master of Science in Learning and Teaching Technologies (MALTT) est une maîtrise universitaire dont l’objectif est de former à l’utilisation des nouvelles technologies dans le domaine de l’éducation et de la formation. Cette formation, précédemment nommée Staf, propose des cours dans les domaines des sciences et technologies de l’information et de la communication, des jeux vidéos pédagogiques, de la communication médiatisée et formation en ligne, du design centré utilisateur et ergonomie, des méthodes de recherche en technologies éducatives, ainsi que de la psychopédagogie des technologies éducatives,.
Une association des étudiants du master MALTT a été fondée en 2017. Elle propose des informations pratiques à destination des futurs étudiants du master et organise des événements autour des technologies éducatives.

### Bachelor
TECFA dispense des cours dans le cadre de bachelors proposés par la Faculté de Psychologie et des Sciences de l’Éducation (FPSE). 

### Formation continue
TECFA propose un Certificat de formation continue universitaire (CAS) en conception et développement de projets de formation en ligne, ainsi que des ateliers ponctuels.

## Recherche
TECFA participe à des projets de recherche incluant notamment la conception de dispositifs de formation en ligne et de logiciels éducatifs, l’étude de l’impact de tels dispositifs sur l’apprentissage, les usages et pratiques de formation permis par les nouvelles technologies et l’accompagnement de communauté de pratique et les démarches participatives en ligne.

## Productions et services
TECFA participe à l'organisation d'événements, à la production d'outils pédagogiques et de portails, et met son savoir à disposition dans le cadre de mandats externes. L'unité TECFA est également sollicitée par le département de l’instruction publique de Genève (DIP) pour les questions liées à la place des outils numériques à l’école.

### Événements
Les séminaires Brown Bag proposent à des chercheurs externes de présenter leurs recherches ou des technologies innovantes dans le domaine des technologies éducatives. Les Brown Bag sont organisés environ une fois par mois.
Organisés une fois par mois, les Jeudi du jeu sont dédiés à la présentation de jeux vidéo par des amateurs.
TECFA participe également à des événements de la vie publique pour présenter et discuter de technologies qui peuvent avoir un intérêt pour l'éducation, telles que l'impression 3D, les machines de découpe laser et les brodeuses,,.

### Outils pédagogiques et portails
EduTechWiki est un Wiki disponible en français et en anglais créé par TECFA en 2006. Avec 1 460 461 visiteurs en 2018, il est l’un des Wikis traitant des technologies éducatives le plus visité.
Le portail des jeux vidéo pédagogiques a pour ambition de faire connaître les jeux vidéo produits par TECFA ou par des étudiants du MALTT. 

### Services
Dans l'optique de renforcer les liens entre l'Université de Genève et le secteur privé, le Pôle CeLEN a été créé en 2019 et met à disposition l'expertise académique de l'unité pour des projets liés à la conception, à l'évaluation de dispositifs de formation en ligne et pour la mise en place de formations à la carte dans le domaine des technologies éducatives.